# Stiremetra
Stiremetra is een geslacht van haarsterren uit de familie Thalassometridae.

## Soorten
- Stiremetra acutiradia (Carpenter, 1888)
- Stiremetra breviradia (Carpenter, 1888)
- Stiremetra carinifera A.H. Clark, 1912
- Stiremetra decora A.H. Clark, 1950
- Stiremetra perplexa (A.H. Clark, 1912)
- Stiremetra spinicirra (Carpenter, 1888)